# Rue Diderot (Lyon)
Pour les articles homonymes, voir Rue Diderot.
La rue Diderot est une rue du quartier des pentes de la Croix-Rousse dans le 1er arrondissement de Lyon, en France.

## Situation et accès
La rue débute rue Pouteau, en face des escaliers du jardin de l'esplanade de la grande côte, et se termine place Colbert. La circulation se fait en double-sens avec un stationnement d'un seul côté. Le bus   passe par cette rue mais il n'y a pas d'arrêt de bus sur cette voie.

## Origine du nom
Denis Diderot (1713-1784) est un philosophe et encyclopédiste.

## Histoire
Cette rue est ouverte dans l'ancien Clos Casati et portait le nom de rue Sainte-Blandine, qui fait référence à Blandine, chrétienne martyrisée à Lyon en 177. Pour éviter la confusion avec le quartier Sainte-Blandine du 2e arrondissement de Lyon, un arrêté préfectoral lui donne le nom de Diderot le 2 juillet 1879.

Au no 7, c'est ici que se trouvait le Théâtre de la Gaité de Pierre-Jean Coquillat (1831-1915). Une plaque en rappelle l’événement.
Au no 8, une plaque commémore le souvenir de Camille André (1899-1944) qui habitait à cette adresse et qui est assassiné par la milice le 1er juin 1944.